# پنجاه و سه نفر (کتاب)
پنجاه و سه نفر کتابی است از بزرگ علوی (سید مجتبی آقابزرگ علوی (۱۳ بهمن ۱۲۸۲، تهران – ۲۸ بهمن ۱۳۷۵ برلین) ملقب به آقا بزرگ علوی نویسندهٔ واقع‌گرا، سیاست‌مدار چپ‌گرا، روزنامه‌نگار نوگرا و استاد زبان فارسی ایرانی) که در سال ۱۳۳۰ خورشیدی منتشر شد. نام کتاب به شمار کسانی اشاره دارد که در زمان رضاشاه به جرم عضویت و فعالیت در گروهی اشتراکی بازداشت، محاکمه و به محکومیت‌های متفاوت زندانی شدند. نویسنده کتاب یعنی بزرگ علوی خود یکی از این پنجاه و سه نفر بود که در زمان دستگیری‌اش آموزگار بود. بزرگ علوی در این کتاب شرح زندانی شدن خود و این افراد را نوشته و داستان و مستندنگاری را به هم آمیخته است.

## محتوا
علوی در این کتاب واقعیت‌های تاریخی که تا زمان پایان بازداشتش در ۲۵ شهریور ۱۳۲۰ بر سر او و دیگر اعضای ۵۳ نفر آمده را با داستان‌سرایی ترکیب کرده است. سرتاسر کتاب پر است از شرح برخوردهای توهین‌آمیز و خشونت‌بار مأموران اداره سیاسی با دستگیرشدگان که تصویری از فضای دوران رضا شاه به دست می‌دهد. نویسنده در این کتاب در وصف رفتار زندانبانان اظهار می‌دارد که آنچه در زندان تحمل‌ناپذیر بوده و هر روز و هر ساعت تکرار می‌شده و با همه عادی شدنش درون او و هم زنجیرانش را به شدت به درد می‌آورده، توهین بوده است.
او در بخشی از دیباچه کتاب نوشته‌است:
من می‌خواهم پیچ و مهره اجتماع دوره سیاه را بطور بارز به ‌خوانندگان خود نشان دهم.
بزرگ علوی پس از توصیف صحنه محاکمهٔ پنجاه و سه نفر در تالار دیوان جنایی تهران، طی روزهای ۱۱ الی ۲۲ آبان ۱۳۱۷ و روز بیست و چهارم همان ماه، به گوشه‌هایی از جریان آن پرداخته و خلاصه دفاع دکتر تقی ارانی را نقل کرده است. وی در این باره می‌نویسد: شاهکار محکمه پنجاه و سه نفر نطق دکتر ارانی بود. دکتر شش ساعت و نیم صحبت کرد. دوست و دشمن را بهت فراگرفته بود. آژان‌ها و صاحب‌منصبان شهربانی با دهن باز به او نگاه می‌کردند.

## ساختار کتاب
مقدمه 
1. دستگیری من
2. ادارهٔ سیاسی
3. شب اول زندان
4. استنطاق
5. شکنجه‌های روحی
6. بیکاری
7. سیاست زندان
8. زندان ارانی
9. یک شب مرگ
10. مقاومت دسته جمعی
11. مامور زندان
12. پنجاه و دو یا پنجاه و چهار نفر
13. زندگانی ما در فلکه
14. زندان قصر
15. استنطاق در عدلیه
16. خانواده‌های ما
17. صد مرد چو شیر
18. روزنامه
19. کتاب
20. مداد و کاغذ
21. مقدمه محاکمه
22. محاکمه پنجاه و سه نفر
23. گناه پنجاه و سه نفر
24. عفو عمومی
25. مرگ دکتر ارانی
26. ده نفر را دزدیدند
27. دستگاه فاسد
28. شهریور ۱۳۲۰
29. بیست و پنجم شهریور